# Io sono quel che sono/Tu farai
Io sono quel che sono/Tu farai è il 64° singolo di Mina, pubblicato a settembre del 1964 su vinile a 45 giri dall'etichetta Ri-Fi.

## Il disco
Tra il 1964 e il 1965 sale fino alla sesta posizione nelle vendite settimanali; nella classifica annuale del 1964 risulta il trentesimo singolo.
Entrambi i brani sono stati inseriti nell'LP Studio uno, l'album più venduto del 1965.
Sono stati anche promossi da Mina in due puntate diverse della trasmissione televisiva Il Macchiettario. Tu farai nella prima del 20 novembre 1964, Io sono quel che sono nella quarta, l'11 dicembre dello stesso anno.
Le due riprese filmate sono disponibili nel DVD Gli Anni Rai 1962-1965 Vol. 9, inserito in un cofanetto monografico di 10 volumi pubblicato da Rai Trade e GSU nel 2008.
Stampato e distribuito in Germania nel 1964 con copertina diversa da https://minamazzinimedia-4b71.kxcdn.com/m/disco/800x800/RFN_16066_010.jpg.
Arrangiamenti, orchestra e direzione orchestrale di Augusto Martelli.

## Io sono quel che sono
Insolita composizione di Enrico Polito, che in seguito diventerà un produttore di successo.
Incisa da Mina:
- nel 1964 in spagnolo, titolo Yo soy la que soy (sconosciuto l'autore del testo, Belter 51.410) e inserita nella raccolta España, mi amor... del 1992
- nel 1965 in turco, titolo Mesvim bahar e testo di Sezen Cumhur Önal, è presente nella compilation Mina in the world del 2000.

## Tu farai
Brano firmato Bruno e Augusto Martelli (padre e figlio), a poca distanza di tempo da un altro lato B, So che non è così). Melodia caratterizzata nell'arrangiamento da una tipica marcetta anni sessanta.
Come la precedente anche questa canzone è stata incisa dalla cantante in spagnolo, ma nel 1965, col titolo Què haràs (autore del testo NON noto, Belter 51.535) e poi inserita nella stessa raccolta del 1992.

## Tracce
Lato A
1. Io sono quel che sono – 2:13 (testo: Mogol – musica: Enrico Polito; edizioni musicali Successo)

Lato B
1. Tu farai – 2:25 (testo: Alberto Testa – musica: Augusto Martelli, Bruno Martelli; edizioni musicali Settebello)